# Queldryk
Queldryk (o Qweldryk) (fl. c. 1400) fue un compositor inglés.
No hay datos ciertos sobre su vida. Se supone que tiene relación con una persona de apellido similar (Wheldrake) citada en la abadía cisterciense de Fountains, en Yorkshire. Otros autores suponen que es el Richard Queldryk que aparece como donante de una miscelánea de música sacra a la catedral de Lichfield.
En el Manuscrito de Old Hall se incluyen dos composiciones de Queldryk, un Gloria y un Credo.